# Chacun à son poste et rien ne va
Pour plus de détails, voir Fiche technique et Distribution.
Chacun à son poste et rien ne va (Tutto a posto e niente in ordine) est un film italien écrit et réalisé par Lina Wertmüller et sorti en 1974.
Tutto a posto e niente in ordine est aussi le titre donné par Lina Wertmüller à ses mémoires, parus chez Mondadori en 2012.

## Synopsis
Un groupe d'immigrés du Sud de l'Italie accepte de partager un immeuble collectif à Milan, ainsi que les dépenses quotidiennes. Gino, après plusieurs efforts pour se trouver un travail honnête, devient un voleur. Carletto devient cuisinier. Biky et Adelina font les femmes de chambre. Isotta se prostitue. Sante, un Sicilien, devenu en peu de temps le père de sept enfants, accepte n'importe quoi, y compris de participer à un attentat d'obédience fasciste.

## Fiche technique
- Titre original : Tutto a posto e niente in ordine
- Titre français : Chacun à son poste et rien ne va[1]
- Réalisation : Lina Wertmüller
- Scénario : Lina Wertmüller
- Directeur artistique : Gianni Quaranta
- Costumes : Enrico Job
- Photographie : Giuseppe Rotunno
- Son : Mario Bramonti
- Montage : Franco Fraticelli
- Musique : Piero Piccioni
- Société(s) de production : Euro International Film
- Société(s) de distribution : Euro International Film, Dynit
- Pays de production :  Italie
- Langue originale : italien
- Format : couleur
- Genre : comédie dramatique
- Durée : 110 minutes
- Dates de sortie :
  - Italie : 21 février 1974
  - France : 20 février 2013[1]

## Distribution
- Luigi Diberti : Gino
- Lina Polito : Mariuccia
- Nino Bergamini : Carletto
- Sara Rapisarda : Adelina
- Eros Pagni : Bagonghi
- Giuliana Calandra : Biki
- Claudio Volonté : Sante
- Isa Danieli : Isotta
- Aldo Puglisi : cuisinier